# استیلیان پتروف
استیلیان آلیوشف پتروف (بلغاری: Стилиян Альошев Петров) (زادهٔ ۵ ژوئیه ۱۹۷۹ در مونتانا) بازیکن سابق فوتبال، اهل کشور بلغارستان است. وی در سال ۲۰۰۳ به عنوان بازیکن سال فوتبال بلغارستان نیز انتخاب شد.
پتروف سابقهٔ حضور در تیم‌های زسکا صوفیه، سلتیک و استون ویلا را نیز دارد.
پتروف در ۳۰ مارس ۲۰۱۲ مبتلا به سرطان تشخیص داده شد، اما او در درمان سرطان موفق بود.
او در ۹ مه ۲۰۱۳ بازنشستگی خود را از فوتبال به عنوان بازیکن اعلام کرد.

## تیم ملی بلغارستان
استیلیان پتروف ۱۰۵ بازی ملی برای تیم ملی فوتبال بلغارستان به انجام رسانده است و ۸ گل ملی به ثمر رسانده است.
پتروف اولین بازی ملی خود را در ۲۳ دسامبر ۱۹۹۸ در یک بازی دوستانه در مقابل تیم ملی فوتبال مراکش انجام داد. او همچنین اولین گل ملی خود را در ۲۹ مارس ۲۰۰۰ در یک بازی دوستانه در برابر تیم ملی فوتبال بلاروس به ثمر رساند.
وی به همراه تیم ملی بلغارستان، در جام ملت‌های اروپا ۲۰۰۴ به عنوان کاپیتان حضور داست.
او رکورددار بیشترین تعداد بازی ملی، برای تیم ملی بلغارستان می‌باشد.